# Districtul Aarau
Districtul Aarau este un district elvețian situat în cantonul Argovia. Își are sediul administrativ la Aarau. Districtul ocupă o suprafață de 104,47 km², cuprinde 12 comune și avea 69.626 locuitori în anul 2009.

## Localități
| Stemă          | Comună         | Locuitori (la 31 decembrie 2009) | Suprafață in km² |
| -------------- | -------------- | -------------------------------- | ---------------- |
| Aarau          | Aarau          | 19'471                           | 12,34            |
| Biberstein     | Biberstein     | 1383                             | 4,12             |
| Buchs          | Buchs          | 6712                             | 5,36             |
| Densbüren      | Densbüren      | 737                              | 12,52            |
| Erlinsbach     | Erlinsbach     | 3544                             | 9,87             |
| Gränichen      | Gränichen      | 6530                             | 17,21            |
| Hirschthal     | Hirschthal     | 1436                             | 3,53             |
| Küttigen       | Küttigen       | 5505                             | 11,89            |
| Muhen          | Muhen          | 3544                             | 7,03             |
| Oberentfelden  | Oberentfelden  | 7261                             | 7,16             |
| Suhr           | Suhr           | 9577                             | 10,59            |
| Unterentfelden | Unterentfelden | 3926                             | 2,87             |
|                | Total (12)     | 69'626                           | 104,47           |